# David Poisson
David Poisson (Annecy, 31. ožujka 1982. – Nakiska, 13. studenog 2017.) bio je francuski alpski skijaš. Glavne discipline su mu spust i superveleslalom. Debitirao je u Svjetskom skijaškom kupu 14. veljače 2004. godine. Predstavljao je Francusku na olimpijskim igrama u Vancouveru 2010. godine.

## Vanjske poveznice
- FIS-ov profil  Arhivirana inačica izvorne stranice od 11. ožujka 2010. (Wayback Machine)
- Osobna stranica David Poissona